# Palisota orientalis
Palisota orientalis är en himmelsblomsväxtart som beskrevs av Karl Moritz Schumann. Palisota orientalis ingår i släktet Palisota och familjen himmelsblomsväxter. Inga underarter finns listade.